# Schifffahrtsmuseum

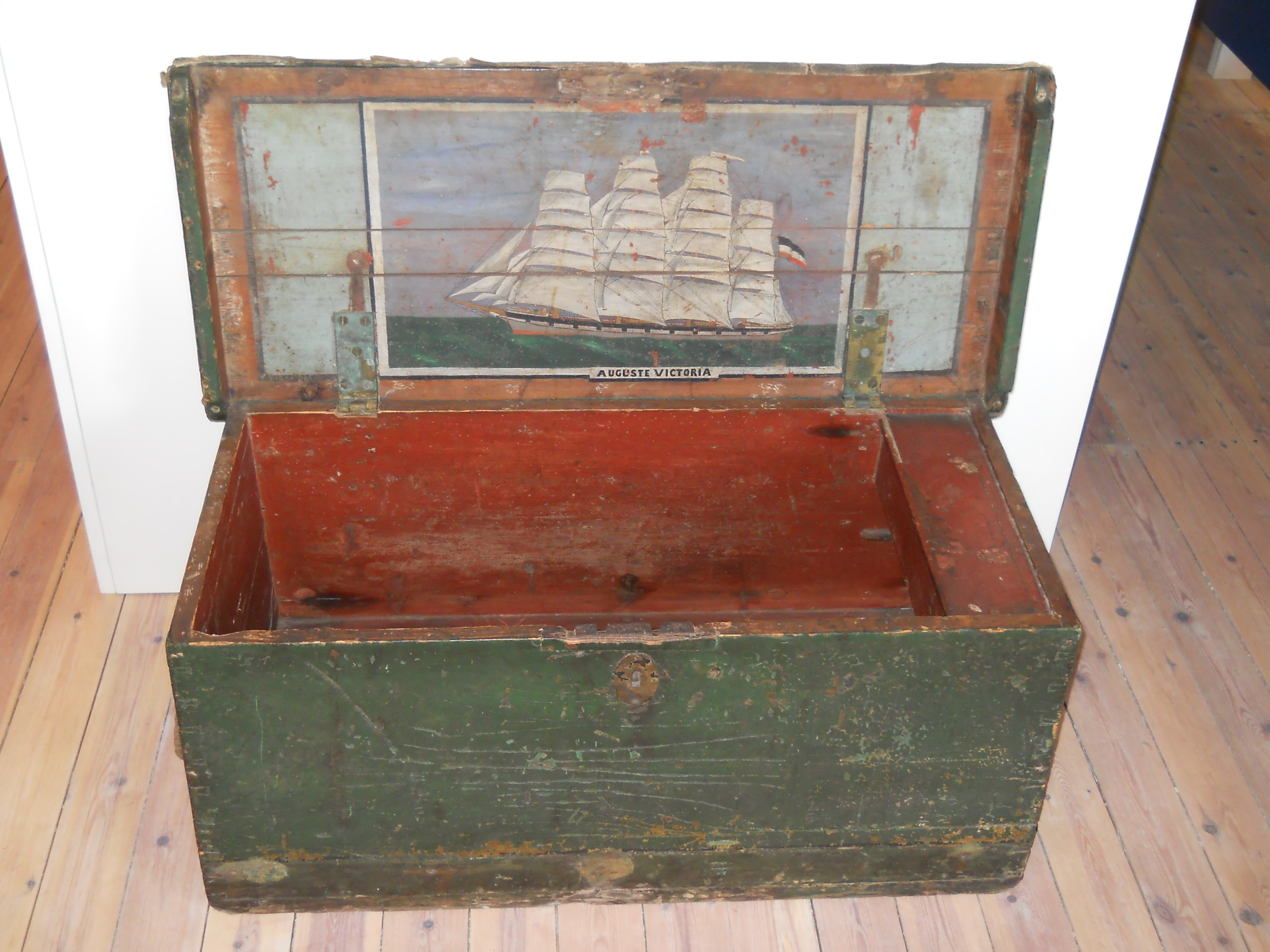
Eine Seekiste, Ausstellungsstück im Schifffahrtsmuseum Flensburg

Ein Schifffahrtsmuseum  (auch Schiffsmuseum, Seemuseum) beschäftigt sich allgemein mit Schiffen, mit der Schifffahrt und deren Geschichte. Im internationalen Sprachgebrauch wird oft der Begriff Maritimes Museum (z. B. englisch maritime museum) verwendet, der wesentlich umfassender ist als das ähnlich klingende deutsche Wort Marinemuseum und zum Beispiel auch die Meereskunde umfasst. Eine bessere englische Übersetzung wäre nautical museum für Schiffsmuseum und naval museum für ein Marinemuseum. Daneben gibt es auch U-Boot-Museen. Eine besondere Form ist das Museumsschiff. Thematisch ähnlich angelegt ist ein Hafenmuseum. Inhaltlich gibt es zahlreiche Überschneidungen, insbesondere was die Ausstellungsstücke anbelangt. Neben den staatliche Museen gibt es – oft anknüpfend an ein Museumsschiff oder einen bestimmten Standort – zahlreiche private Museen.
Eine Besonderheit ist das Deutsche Schifffahrtsmuseum in Bremerhaven: Die Gesamtanlage mit Gebäuden und Museumsflotte steht seit 2005 unter Denkmalschutz.

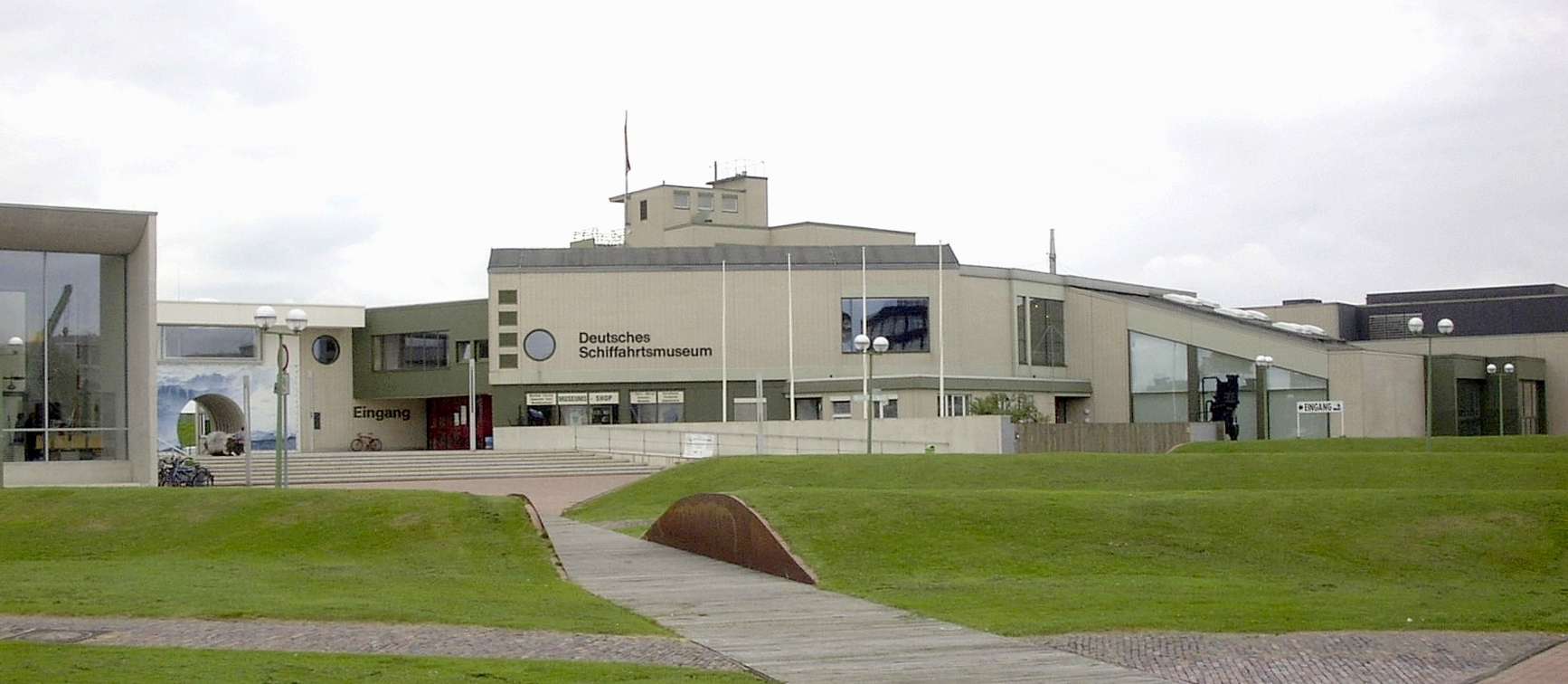
Deutsches Schifffahrtsmuseum in Bremerhaven